# Reserva natural nacional de los humedales de Zhenbaodao
La Reserva natural nacional de los humedales de Zhenbaodao es una reserva natural en la provincia de Heilongjiang, en el nordeste de China, en la frontera con Rusia, desde 2002, con el nivel de protección elevado en 2006. Asimismo, es sitio Ramsar número 1978 (46°07′N 133°38′E) desde 2011, con una extensión de 443,64 km2. Forma parte del conjunto de ocho reservas naturales nacionales de la llanura de Sanjiang, que tiene 109.000 km2 en la provincia de Heilongjiang y está atravesada por los ríos Amur y sus afluentes principales Songhua y Ussuri.

## Características
Tectónicamente, la reserva forma parte del conjunto de las montañas Bulieya, al este de la provincia y el lago Janka, que en su mayor parte se encuentra en Rusia y posee sus propios sitios Ramsar en ambos países. Zhenbaodao se encuentra bastante más al sur, atravesada por el río Ussuri. La reserva es representativa del humedal de clima frío continental monzónico. La media anual de temperaturas es de 3,5oC y oscilan entre los -18,3oC de media en enero y los 21,6oC de media en julio. Las precipitaciones, unos 566 mm anuales, se concentran entre junio y agosto.
El sitio, entre las coordenadas 45°52’00-46°17’23 N y 133°28’44-133°47’40 E, se halla a una altitud entre 130 y 170 m y alberga diversos tipos de humedales, principalmente ríos y llanuras de inundación, lechos de río que se inundan tras el deshielo y en época de lluvias. Tres ríos atraviesan la zona y desembocan en el río Ussuri. A las lagunas y pantanos abiertos estacionales se unen zonas pantanosas cubiertas de hierba, matorrales y bosques. Este entorno ejerce una función importante para el almacenamiento de agua, el control de las inundaciones y el mantenimiento del ecosistema.

## Fauna y flora
En este entorno, crecen un total de 393 especies de plantas, 171 de aves, 61 de peces, 16 de anfibios y reptiles y 40 de mamíferos. De acuerdo a las observaciones hasta 2011, el sitio albergaba más de 100.000 aves, de las que una docena son más de 1 por ciento de la población mundial. Destacan la grulla de Manchuria, la cigüeña oriental, el tigre del Amur, de la subespecie Altaica, la grulla cuelliblanca, el ciervo común, etc.
La zona está prácticamente libre de actividades humanas, bajo una protección estricta. desde 2006 se construyen infraestructuras pata la investigación, asimismo se está desarrollando el turismo.